# Třída Skate
Třída Skate byla třída amerických útočných ponorek s jaderným pohonem z doby studené války. Byla to první ponorka s jaderným pohonem postavená v sérii. V letech 1955–1959 byly postaveny celkem čtyři ponorky této třídy. Americké námořnictvo je provozovalo v letech 1957–1989. Vyřazovány byly od poloviny 80. let. V roce 1995 byly všechny čtyři odeslány do loděnice Puget Sound Naval Shipyard k rozebrání a recyklaci v rámci programu Ship-Submarine Recycling Program.

## Stavba
Celkem byly postaveny čtyři ponorky této třídy. Do jejich stavby se zapojily loděnice General Dynamics Electric Boat v Grotonu ve státě Connecticut, Mare Island Naval Shipyard ve Vallejo v Kalifornii a Portsmouth Naval Shipyard v Kittery v Maine. Do služby byly přijaty v letech 1957–1959.
Jednotky třídy Skate:
| Jméno                   | Loděnice                       | Založení kýlu | Spuštěna | Vstup do služby   | Status   |
| ----------------------- | ------------------------------ | ------------- | -------- | ----------------- | -------- |
| USS Skate (SSN-578)     | General Dynamics Electric Boat | 1955          | 1957     | 23. prosince 1957 | vyřazena |
| USS Swordfish (SSN-579) | Portsmouth Naval Shipyard      | 1956          | 1957     | 15. září 1958     | vyřazena |
| USS Sargo (SSN-583)     | Mare Island Naval Shipyard     | 1956          | 1957     | 1. října 1958     | vyřazena |
| USS Seadragon (SSN-584) | Portsmouth Naval Shipyard      | 1956          | 1958     | 5. prosince 1959  | vyřazena |

## Konstrukce

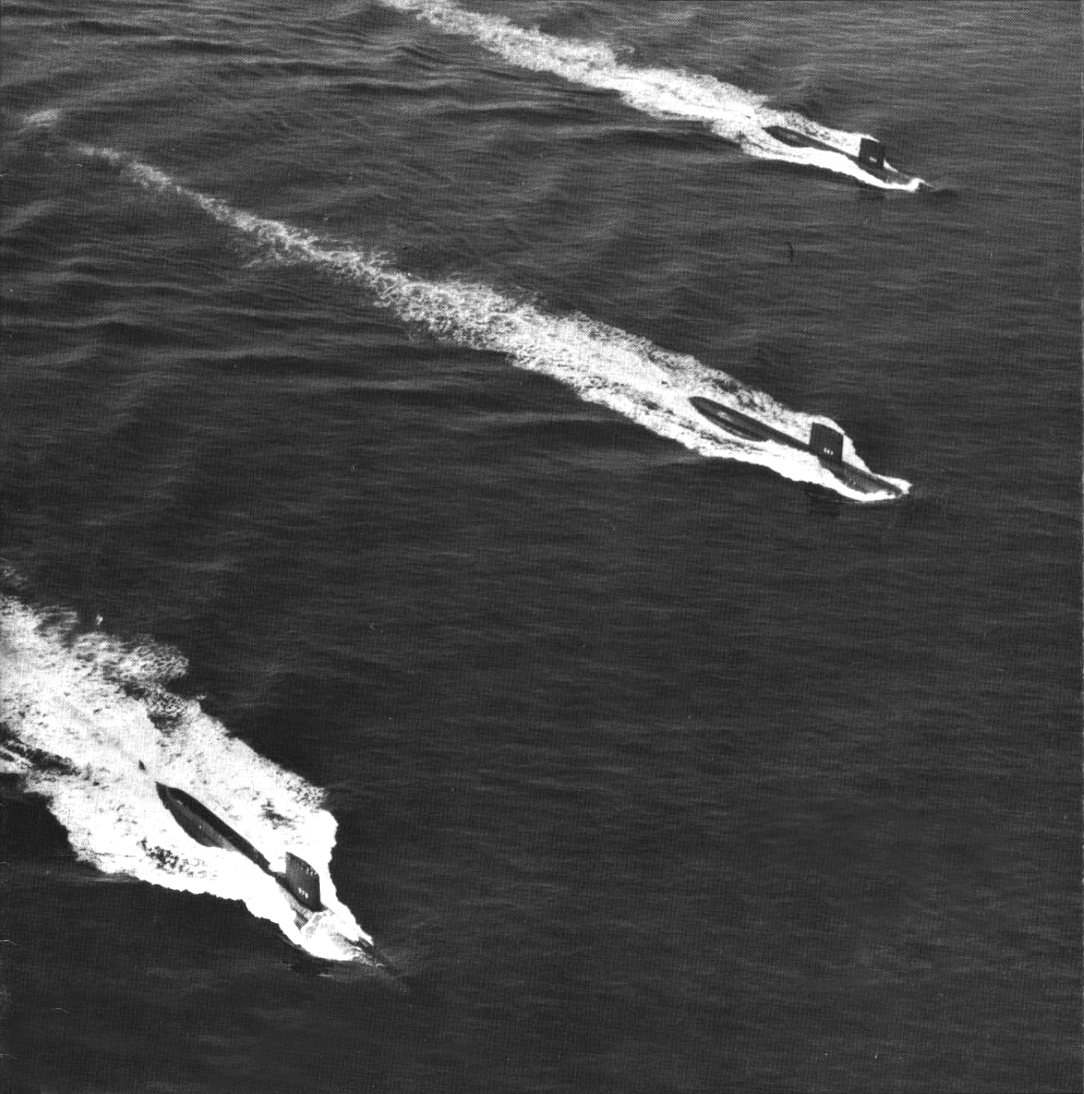
Trojice ponorek třídy Skate plujících v Pacifiku

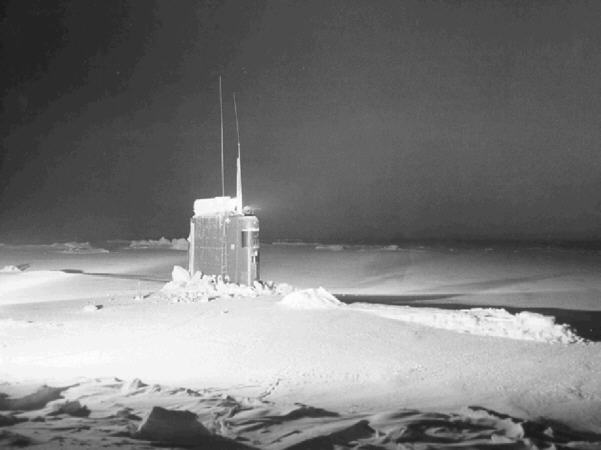
Na severním pólu vynořená ponorka Sargo v roce 1960

Výzbroj představovalo osm 533mm torpédometů, z toho šest příďových a dva záďové. Nesly sonar typu BQS-4. Pohonný systém tvořil jaderný reaktor typu S3W a jedna turbína, pohánějící jeden lodní šroub. Nejvyšší rychlost na hladině dosahovala 15 uzlů a pod hladinou 20 uzlů.

## Operační služba
USS Skate se stala první ponorkou, která se vynořila na severním pólu. Stalo se tak 17. března 1959.